# Laurent-Jan
Laurent-Jan, né en 1808 à Paris où il est mort le 29 juillet 1877, est un peintre, journaliste et littérateur français.

## Biographie
Alphonse Jean Laurent est le fils de Jean Baptiste Gabriel Laurent et d'Adélaïde Jeanne Vermeille.
Ami et collaborateur de Balzac, il est nommé en 1869 directeur de l'École de mathématiques et de dessin de Paris.
Il meurt à son domicile de la rue de Navarin le 29 juillet 1877. Il est inhumé au cimetière du Père-Lachaise le 31 juillet 1877.

## Publications
- Où va une femme qui sort ?[4]